# Emprunt forcé
Un emprunt forcé est un emprunt national qui possède un caractère obligatoire pour les agents économiques. Il est généralement pratiqué par un gouvernement lorsque l'État a urgemment besoin de fonds.

## Concept
L'emprunt forcé consiste pour une puissance publique à lever des fonds auprès de sa population en la contraignant à lui prêter une partie de son patrimoine. L'emprunt forcé, contrairement à la spoliation (interdite par la Déclaration des droits de l'homme et du citoyen), est remboursé. Il peut être rémunéré selon le taux d'intérêt décidé par l’État. Il est souvent utilisé lorsque l'emprunt volontaire patriotique n'a pas permis de lever les fonds escomptés.
L'emprunt forcé est parfois critiqué pour son caractère obligatoire. Michel Lascombe et Xavier Vandendriessche remarquent par exemple que si le crédit, moteur habituel de l'économie, est une question de confiance entre agents économiques, l'emprunt forcé ne se fonde pas sur la confiance de la population envers son État mais sur une injonction. Cela fragilise le lien de confiance entre les agents économiques et la puissance publique.
Les impôts forcés peuvent parfois prendre la forme d'emprunts libératoires. Ce sont des emprunts forcés qui consistent à laisser le choix aux contribuables de transformer une partie de leur impôt ou l'intégralité de leur impôt en emprunt. Cela a été mis en place en 1948 en France afin de couper court à l'inflation.

## Historique

### En France

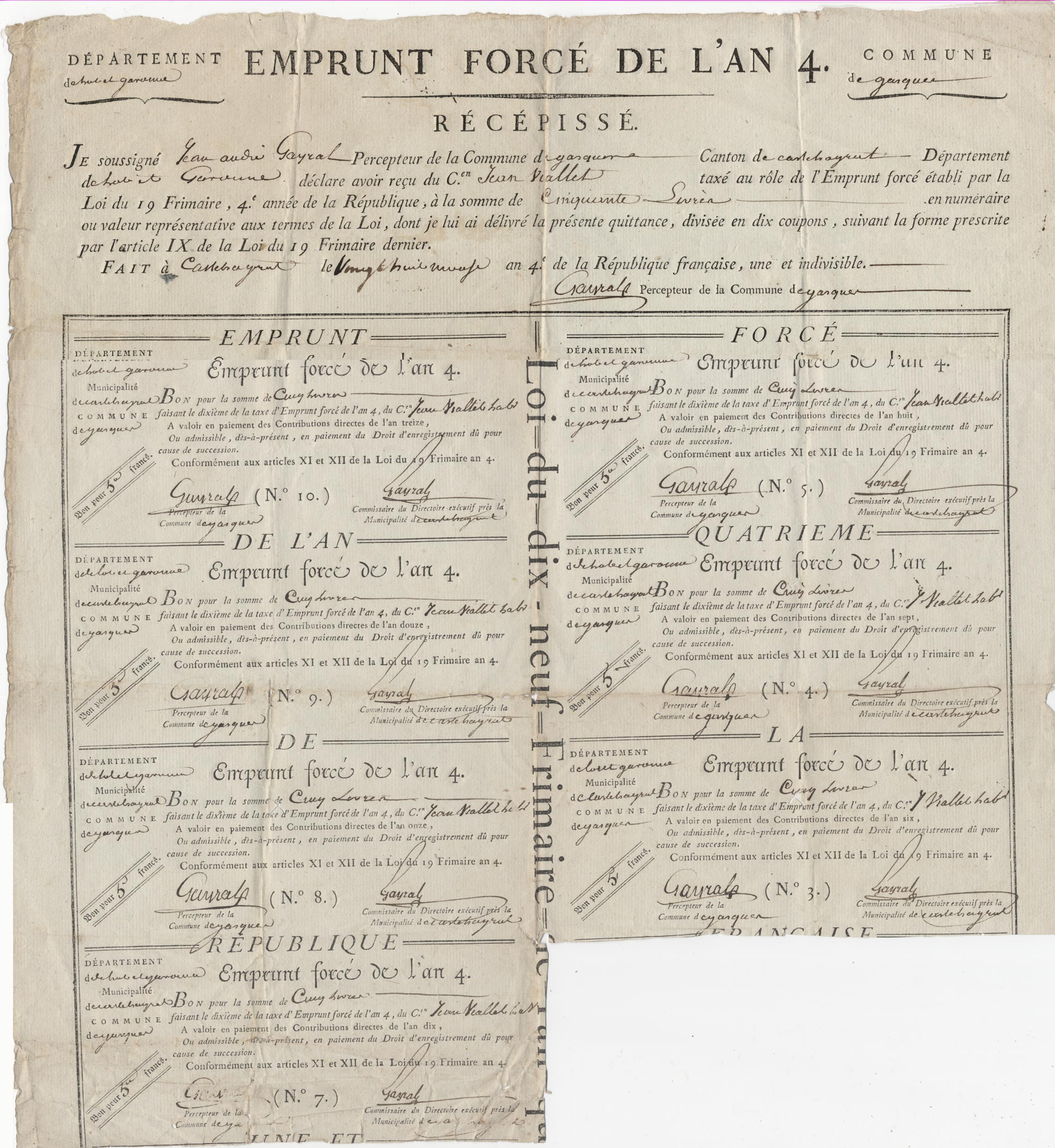
Emprunt forcé de la commune de Gasques en Haute-Garonne, daté de l'An 4

Des emprunts forcés ont été pratiqués à plusieurs reprises dans l'histoire de France lorsque l'État français a eu besoin d'attirer rapidement des fonds pour surmonter des situations difficiles, telles que des guerres ou des fuites de capitaux. Les plus anciens emprunts français répertoriés ont eu lieu durant la Guerre de Cent Ans. Durant la Révolution française, le premier emprunt national forcé de l'an I (1793), provoque un dysfonctionnement des gouvernements locaux du fait d'un manque de préparation. Les collectivités locales, réorganisées en 1795, organisent de manière plus efficace l'emprunt forcé suivant.  L'emprunt forcé suivant a lieu à la chute de Napoléon Bonaparte (1815). La France y a de nouveau recours après la Seconde Guerre mondiale en 1948, puis après les chocs pétroliers (1976, 1983).

### En Allemagne
Dès la fin de la Première Guerre mondiale, l'Allemagne, manquant de fonds pour financer son État et sa reconstruction, met en place, en plus d'une contribution extraordinaire sur la fortune, un emprunt forcé.

### Au Royaume-Uni
L'emprunt forcé fait l'objet de confrontations politiques importantes entre le Parlement du Royaume-Uni et la Couronne britannique dès le XVIIe siècle. Lorsque Charles Ier arrive au pouvoir, il cherche à instaurer un emprunt forcé. Cette procédure est bloquée par le Parlement, qui lui rappelle qu'en vertu de la Magna Carta, le Parlement doit autoriser tout emprunté public.